# Rasa de la Rovira (Pinell)
|  | Aquest article tracta sobre el torrent de Pinell de Solsonès. Vegeu-ne altres significats a «Rasa de la Rovira». |

La Rasa de la Rovira és un torrent afluent per l'esquerra de la Rasa de Torrent.
De direcció predominant cap a ponent, neix a 640 m. al nord de la masia de la Rovira i després de rebre per la seva esquerra la Rasa del Casó, desguassa al seu col·lector a 570 km. al sud de Llorenç.

## Municipis per on passa
Des del seu naixement, la Rasa de la Rovira passa successivament pels següents termes municipals.
|                                                                                        | Longitud (en m.) | % del recorregut |
| -------------------------------------------------------------------------------------- | ---------------- | ---------------- |
| Per l'interior del municipi de Pinell de Solsonès                                      | 2.077            | 86,40%           |
| Per l'interior del municipi de Biosca                                                  | 207              | 8,61%            |
| Fent frontera entre els municipis de Biosca (al sud) i de Pinell de Solsonès (al nord) | 120              | 4,99%            |

## Xarxa hidrogràfica
La seva xarxa hidrogràfica està constituïda per cinc cursos fluvials la longitud total dels quals suma 5.459 m.

### Afluents destacables
- La Rasa del Casó

### Distribució municipal
El conjunt de la xarxa hidrogràfica de la Rasa de la Rovira transcorre pels següents termes municipals: